# Панков, Иван Александрович
Ива́н Алекса́ндрович Панко́в (13 апреля 1902 года — 4 января 1972 года) — советский деятель тяжёлой промышленности, инженер, один из первых директоров Савёловского машиностроительного завода.

## Биография
Родился 13 апреля 1902 года в деревне Приветино (Тверская губерния, Калязинский уезд).
В 1927 году окончил Московский институт инженеров транспорта. Работал на различных заводах СССР, в их числе: Ворошиловградский паровозостроительный завод, Сталинградский тракторный завод.
В 1929 году был отправлен в командировку в Соединённые Штаты Америки для изучения достижений этой страны в области автотракторной промышленности. В 1930 году вновь вернулся в страну, продолжил работу на Савёловском машиностроительном заводе («СМЗ»).
С началом войны завод был эвакуирован в тыл, располагался в разных городах — в Омске, Самаре, Казани. В 1943 году Панков стал главным инженером СМЗ.
После войны завод вернулся в город Кимры. В апреле 1946 года Панков стал директором завода, в этой должности проработал 21 год. Уделял большое внимание развитию посёлка Савёлово, который стал частью города Кимры. В 1957 году было построено здание Савёловского техникума, 31 октября этого же года был открыт роскошный дворец культуры. Был построен жилой район, а также многие учреждения для отдыха и лечения работников завода: профилакторий, больничный комплекс, поликлиники. Завод тесно сотрудничал с московскими предприятиями, был отмечен А. Н. Туполевым. Было развёрнуто широкое производство, территория завода была многократно увеличена. Завод стал самым крупным машиностроительным предприятием Калининской области.
И. А. Панков стал делегатом 19 съезда КПСС.
Панков умер 4 января 1972 года в городе Кимры.

## Награды
- Орден Ленина
- 2 ордена Трудового Красного Знамени
- Орден «Знак Почёта»
- медали

## Память
- В доме № 4 по улице Коммунистическая города Кимры, где жил Панков, установлена мемориальная доска.
- В городе Кимры также в честь Панкова названа одна из городских библиотек, Центр развития творчества детей и юношества.